# Lymantria maculosa
Lymantria maculosa är en fjärilsart som beskrevs av Walker 1855. Lymantria maculosa ingår i släktet Lymantria och familjen tofsspinnare. Inga underarter finns listade i Catalogue of Life.